# Jan Edward Karoli

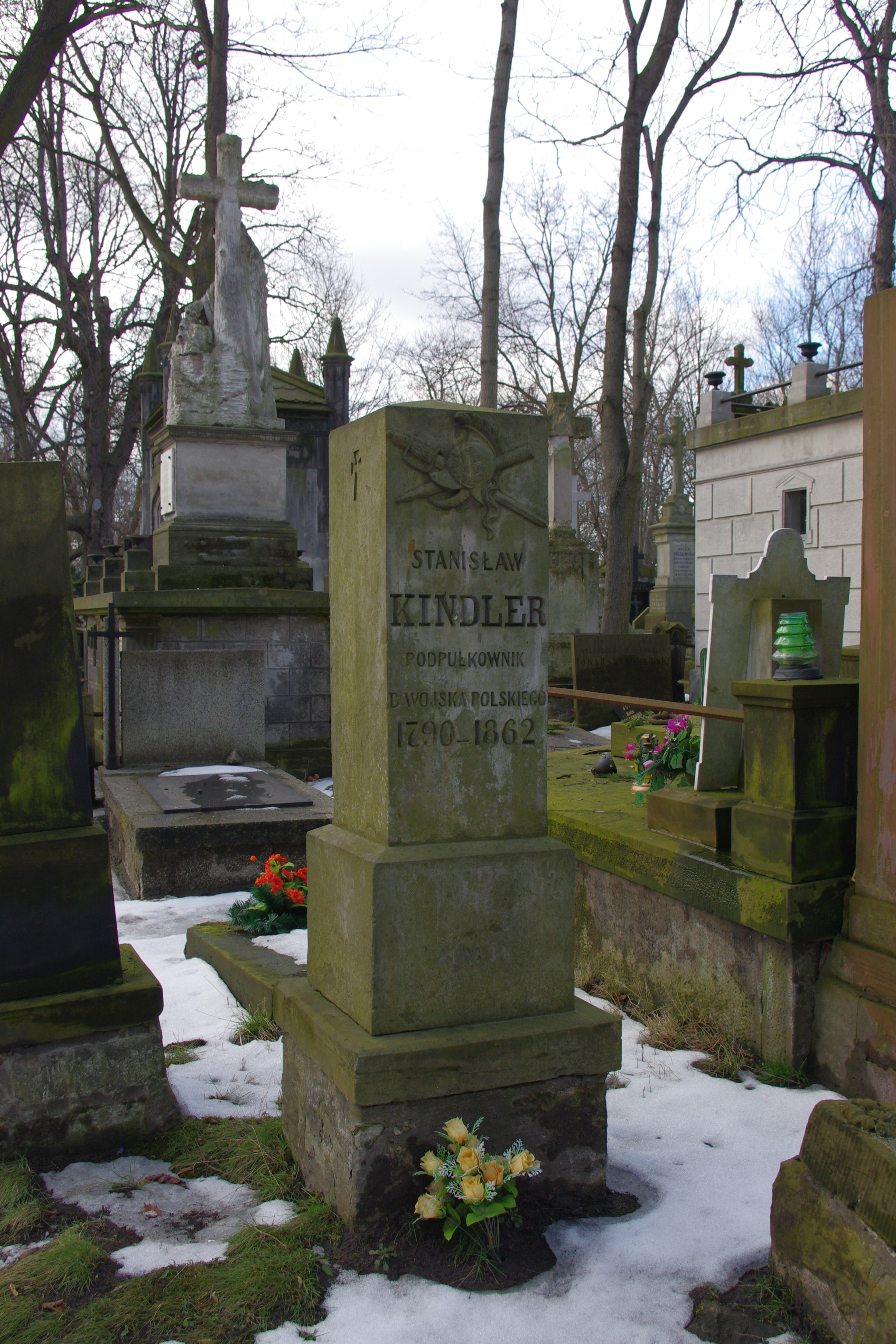
Grób Jana Edwarda Karoli na cmentarzu Powązkowskim w Warszawie

Jan Edward Karoli (ur. 1806, zm. 12 sierpnia 1895) – polski aptekarz, właściciel warszawskiego zakładu fotograficznego Elsner i Karoli.

## Życiorys
Był synem warszawskiego jubilera Józefa Krystiana Karoliego i Katarzyny z Schillerów. Współwłaściciel jednego z pierwszych warszawskich zakładów fotograficznych Elsner i Karoli, który prowadził wspólnie z Janem Elsnerem, synem kompozytora Józefa Elsnera. To w tym zakładzie w 1862 r., pierwsze kroki w fotografii stawiał jego syn Aleksander Karoli – późniejszy fotograf, wynalazca, konstruktor i popularyzator fotografii oraz twórca literatury fotograficznej. Wnukiem Jana Edwarda był Władysław Karoli ps. Konrad Mirwicz – fotograf, literat, poeta i dziennikarz.
Jan Edward Karoli zmarł 12 sierpnia 1895 r. Został pochowany w zabytkowym grobowcu na cmentarzu Powązkowskim w Warszawie (kwatera 35-3/4-30/31), obok swojej matki Katarzyny z Szyllerów Karoli (zm. 1860), Teodory z Karolich Kindler (zm. 1859), Heleny Szyller (zm. 1864) i podpułkownika Stanisława Kindlera.